# Trefl Gdańsk
Il Trefl Gdańsk è una società pallavolistica maschile polacca con sede a Danzica: milita nel campionato polacco di Polska Liga Siatkówki.

## Storia
Il Trefl Gdańsk nasce nel 2005 e viene iscritto alla II Liga, secondo livello del campionato polacco: resta nella categorie per due stagioni e, dopo aver chiuso al secondo posto la prima, termina in prima posizione al secondo tentativo, ottenendo la promozione in I Liga, serie cadetta polacca, nel 2007; la squadra partecipa inoltre per la prima volta alla Coppa di Polonia del 2006-07, uscendo di scena al secondo turno.
La permanenza nel campionato cadetto dura una sola annata, al termine della quale, grazie al primo posto in classifica, la squadra centra la seconda promozione consecutiva, questa volta nel massimo campionato polacco, la Polska Liga Siatkówki; nella coppa nazionale invece il club si spinge fino al sesto turno. Arriva così il debutto in Polska Liga Siatkówki nella stagione 2008-09, che si rivela molto amara: in Coppa di Polonia il cammino si interrompe al sesto turno, mentre il decimo posto in campionato condanna la squadra ad una immediata retrocessione.
Nei due campionati successivi il Trefl Gdańsk continua la sua ottima tradizione nelle serie minori, sfiorando subito la promozione col secondo posto del 2010, per poi conquistarla un anno dopo; piuttosto deludenti invece i risultati in coppa, con due uscite precoci al quinto e terzo turno. Nella stagione 2011-12 il club gioca per la seconda volta la Polska Liga Siatkówki chiudendo alla nona posizione e sfiorando quindi l'accesso ai play-off, mentre in Coppa di Polonia si spinge fino al quinto turno. I risultati migliorano nella stagione successiva, la prima nella quale la squadra centra l'accesso ai play-off scudetto, chiudendo poi all'ottavo posto finale, mentre in coppa torna ad eguagliare il suo miglior risultato, raggiungendo il sesto turno.
Nel corso del campionato 2014-15 si aggiudica il primo trofeo della propria storia, la Coppa di Polonia, per poi raggiungere per la prima volta le finali scudetto. Bissa il successo nella coppa nazionale nell'edizione 2017-18.

## Rosa 2019-2020
| N° | Nome               | Ruolo | Data di nascita  | Nazionalità sportiva |
| -- | ------------------ | ----- | ---------------- | -------------------- |
| 1  | Bartosz Filipiak   | O     | 27 febbraio 1994 | Polonia              |
| 4  | Łukasz Kozub       | P     | 3 novembre 1997  | Polonia              |
| 5  | Marcin Janusz      | P     | 31 luglio 1994   | Polonia              |
| 6  | Szymon Jakubiszak  | S     | 13 febbraio 1998 | Polonia              |
| 9  | Kewin Sasak        | O     | 20 febbraio 1997 | Polonia              |
| 10 | Bartosz Weber      | L     | 14 marzo 2001    | Polonia              |
| 11 | Mateusz Janikowski | S     | 5 maggio 1999    | Polonia              |
| 12 | Karol Urbanowicz   | C     | 24 febbraio 2001 | Polonia              |
| 13 | Ruben Schott       | S     | 8 luglio 1994    | Germania             |
| 14 | Maciej Olenderek   | L     | 16 ottobre 1992  | Polonia              |
| 15 | Paweł Halaba       | S     | 14 dicembre 1995 | Polonia              |
| 16 | Fabian Majcherski  | L     | 28 marzo 1997    | Polonia              |
| 17 | Bartłomiej Mordyl  | C     | 31 gennaio 1995  | Polonia              |
| 18 | Pablo Crer         | C     | 12 giugno 1989   | Argentina            |
| 20 | Wojciech Grzyb     | C     | 4 gennaio 1981   | Polonia              |

## Palmarès
- Coppa di Polonia: 2

2014-15, 2017-18
- Supercoppa polacca: 1

2015